# A Ferencvárosi TC 2004–2005-ös szezonja
A Ferencvárosi TC 2004–2005-ös szezonja szócikk a Ferencvárosi TC első számú férfi labdarúgócsapatának egy szezonjáról szól, mely összességében és sorozatban is a 104. idénye volt a csapatnak a magyar első osztályban. A klub fennállásának ekkor volt a 106. évfordulója.

## Mérkőzések
| Színmagyarázat | Színmagyarázat |
| -------------- | -------------- |
|                | Győzelem.      |
|                | Döntetlen.     |
|                | Vereség.       |

### Bajnokok Ligája
2. selejtezőkör
| 2004. július 27. |

| KF Tirana                                    | 2 – 3               | Ferencváros                                                            |
| -------------------------------------------- | ------------------- | ---------------------------------------------------------------------- |
| Mukaj 58' 68' Bulku 25' Patushi 60' Hidi 81' | (0 – 1) Jegyzőkönyv | Huszti 42' (11-esből) 90+3' 26' Hajdari 90' (öngól) Balog 38' Rósa 48' |

| Selman Stërmasi Stadion, Tirana Nézőszám: 3 000 Játékvezető: Bülent Demirlek (török) |

| 2004. augusztus 4. |

| Ferencváros                                    | 0 – 1               | KF Tirana                                         |
| ---------------------------------------------- | ------------------- | ------------------------------------------------- |
| Huszti 28' Zavadszky 67' Kapič 75' Lipcsei 84' | (0 – 1) Jegyzőkönyv | Mukaj 13' Hajdari 29' Merkoçi 58' 61' Patushi 85' |

| Üllői út, Budapest Nézőszám: 8 000 Játékvezető: Richmond |

- 3–3-as összesítéssel, idegenben lőtt több góllal a Ferencváros jutott tovább.

3. selejtezőkör
| 2004. augusztus 11. |

| Ferencváros                | 1 – 0               | Sparta Praha         |
| -------------------------- | ------------------- | -------------------- |
| Vágner 27' 27' Lipcsei 77' | (1 – 0) Jegyzőkönyv | Kováč 28' Homola 89' |

| Üllői út, Budapest Nézőszám: 10 000 Játékvezető: Meyer |

| 2004. augusztus 25. |

| Sparta Praha                                            | 2 – 0 (h. u.)                     | Ferencváros                                |
| ------------------------------------------------------- | --------------------------------- | ------------------------------------------ |
| Zelenka 45' Homola 113' Petráš 7' Pacanda 32' Sivok 38' | (1 – 0, 1 – 0, 1 – 0) Jegyzőkönyv | Kapič 34' Vágner 55' Gyepes 63' Huszti 69' |

| Generali Aréna, Prága Nézőszám: 18 010 Játékvezető: Meier |

### UEFA-kupa
1. kör
| 2004. szeptember 16. |

| Millwall            | 1 – 1               | Ferencváros                                                   |
| ------------------- | ------------------- | ------------------------------------------------------------- |
| Wise 66' Muscat 42' | (0 – 0) Jegyzőkönyv | Lipcsei 79' Kapič 11' Rósa 22' Botis 38' Balog 60' Tőzsér 70' |

| The Den, London Nézőszám: 11 709 Játékvezető: Delević (szerb) |

| 2004. szeptember 30. |

| Ferencváros                                                                | 3 – 1               | Millwall            |
| -------------------------------------------------------------------------- | ------------------- | ------------------- |
| Rósa 26' 21' Botis 32' 58' Vágner 41' Vukmir 35' Szűcs 79' Bajevszki 90+2' | (3 – 1) Jegyzőkönyv | Wise 45' Harris 35' |

| Üllői út, Budapest Nézőszám: 16 000 Játékvezető: Eric Braamhaar (holland) |

Csoportkör (A csoport)
| 2004. november 4. |

| Ferencváros                              | 1 – 1               | Feyenoord |
| ---------------------------------------- | ------------------- | --------- |
| Tőzsér 27' Botis 8' Kapič 24' Vukmir 73' | (1 – 0) Jegyzőkönyv | Kalou 63' |

| Puskás Ferenc Stadion, Budapest Nézőszám: 25 000 Játékvezető: Darko Čeferin (szlovén) |

| 2004. november 25. |

| Schalke 04                         | 2 – 0               | Ferencváros |
| ---------------------------------- | ------------------- | ----------- |
| Gyepes 16' (öngól) Kobiashvili 41' | (2 – 0) Jegyzőkönyv | Gyepes 51'  |

| Veltins-Arena, Gelsenkirchen Nézőszám: 51 179 Játékvezető: Claude Colombo (francia) |

| 2004. december 1. |

| Ferencváros                              | 1 – 2               | Basel                                                                       |
| ---------------------------------------- | ------------------- | --------------------------------------------------------------------------- |
| Rósa 22' Huszti 26' Kapič 34' Zováth 39' | (1 – 0) Jegyzőkönyv | Rossi 56' 68' Huggel 79' Quennoz 50' Zwyssig 66' Chipperfield 82' Degen 86' |

| Puskás Ferenc Stadion, Budapest Nézőszám: 18 000 Játékvezető: Vitalij Ivanovics Hoduljan (ukrán) |

| 2004. december 16. |

| Heart of Midlothian     | 0 – 1               | Ferencváros                                                          |
| ----------------------- | ------------------- | -------------------------------------------------------------------- |
| Webster 45' McKenna 88' | (0 – 1) Jegyzőkönyv | Rósa 30' Lipcsei 40' Zavadszky 43' Tőzsér 49' Leandro 73' Huszti 78' |

| Murrayfield Stadion, Edinburgh Nézőszám: 30 000 Játékvezető: Levan Paniashvili (grúz) |

#### Az A csoport végeredménye
| Csapat                    | M | GY | D | V | LG | KG | GA | Pont |
| ------------------------- | - | -- | - | - | -- | -- | -- | ---- |
| 1. Feyenoord              | 4 | 2  | 1 | 1 | 6  | 3  | +3 | 7    |
| 2. FC Schalke 04          | 4 | 2  | 1 | 1 | 5  | 3  | +2 | 7    |
| 3. FC Basel               | 4 | 2  | 1 | 1 | 5  | 4  | -1 | 7    |
| 4. Ferencvárosi TC        | 4 | 1  | 1 | 2 | 3  | 5  | -2 | 4    |
| 5. Heart of Midlothian FC | 4 | 1  | 0 | 3 | 2  | 6  | -4 | 3    |

### Arany Ászok Liga 2004–05

#### Őszi fordulók
| 1. forduló 2004. augusztus 8. 11:30 |

| Győri ETO                          | 2 – 4   | Ferencváros                                        |
| ---------------------------------- | ------- | -------------------------------------------------- |
| Horváth 41' Priskin 66' Pomper 90′ | (1 – 4) | Vágner 5' 8' Lipcsei 28' Huszti 32' 90′ Gyepes 24' |

| ETO Park, Győr Nézőszám: 4 000 Játékvezető: Makai János (magyar) |

| 2. forduló 2004. augusztus 14. 20:00 |

| Ferencváros                    | 2 – 1   | Diósgyőr              |
| ------------------------------ | ------- | --------------------- |
| Vágner 32' Tőzsér 80' Sasu 83' | (1 – 0) | Tisza 73' Vitelki 26' |

| Üllői út, Budapest Nézőszám: 5 907 Játékvezető: Sápi Csaba (magyar) |

| 3. forduló 2004. augusztus 21. 20:00 |

| Videoton          | 0 – 1   | Ferencváros             |
| ----------------- | ------- | ----------------------- |
| Zöld 35' Tóth 78' | (0 – 0) | Bajevszki 69' Botis 17' |

| Sóstói Stadion, Székesfehérvár Nézőszám: 5 000 Játékvezető: Ábrahám Attila (magyar) |

| 4. forduló 2004. augusztus 29. 11:30 |

| Ferencváros             | 2 – 1   | MTK Budapest                                                   |
| ----------------------- | ------- | -------------------------------------------------------------- |
| Vágner 12' Rósa 75' 21' | (1 – 0) | Füzi 61' 71' Welton 30' Balogh 35' Jezdimirović 43' Pollák 72' |

| Üllői út, Budapest Nézőszám: 4 883 Játékvezető: Szabó Zsolt (magyar) |

| 5. forduló 2004. szeptember 11. 18:00 |

| Kaposvári Rákóczi                                | 2 – 1   | Ferencváros                                                  |
| ------------------------------------------------ | ------- | ------------------------------------------------------------ |
| Tóth 45' Oláh 50' Máté 35' Bank 65' Andruskó 85' | (1 – 0) | Rósa 59' (11-esből) 22' Vágner 40' Lipcsei 62' Bajevszki 79' |

| Rákóczi Stadion, Kaposvár Nézőszám: 7 000 Játékvezető: Dubraviczky Attila (magyar) |

| 6. forduló 2004. szeptember 19. 20:00 |

| Ferencváros                                                      | 5 – 0   | Nyíregyháza Spartacus  |
| ---------------------------------------------------------------- | ------- | ---------------------- |
| Zavadszky 8' 52' Bajevszki 19' Penksa 56' (11-esből) Sowunmi 75' | (2 – 0) | Lakatos 36' Pintér 55' |

| Üllői út, Budapest Nézőszám: 5 000 Játékvezető: Fábián Mihály (magyar) |

| 7. forduló 2004. szeptember 26. 11:30 |

| Vasas       | 0 – 1   | Ferencváros                                             |
| ----------- | ------- | ------------------------------------------------------- |
| Rósa H. 25' | (0 – 0) | Rósa D. 75' (11-esből) Vukmir 4' Kapič 81′ Penksa 90+2' |

| Illovszky Rudolf Stadion, Budapest Nézőszám: 5 000 Játékvezető: Bede Ferenc (magyar) |

| 8. forduló 2004. október 3. 11:30 |

| Ferencváros                                                             | 4 – 1   | FC Sopron               |
| ----------------------------------------------------------------------- | ------- | ----------------------- |
| Vágner 30' 31' Bajevszki 33' Szűcs 69' (11-esből) Sowunmi 80' Botis 43' | (2 – 0) | Debnár 48' Földvári 63′ |

| Üllői út, Budapest Nézőszám: 5 043 Játékvezető: Makai János (magyar) |

| 9. forduló 2004. október 17. 11:30 |

| Újpest                                   | 1 – 1   | Ferencváros                                |
| ---------------------------------------- | ------- | ------------------------------------------ |
| Rajczi 48' Tamási 13' Erős 24' Grósz 67' | (0 – 1) | Botis 42' Kapič 25' Huszti 76' Lipcsei 76' |

| Szusza Ferenc Stadion, Budapest Nézőszám: 4 520 Játékvezető: Szabó Zsolt (magyar) |

| 10. forduló 2004. október 23. 17:00 |

| Ferencváros                                                                | 5 – 0   | Lombard Pápa                                   |
| -------------------------------------------------------------------------- | ------- | ---------------------------------------------- |
| Sowunmi 9' Gyepes 41' 35' Bajevszki 54' 71' Szűcs 59' (11-esből) Kapič 89' | (2 – 0) | Róth 41' Somfalvi 42' Farkas A. 43' Lászka 58' |

| Üllői út, Budapest Nézőszám: 5 500 Játékvezető: Arany Tamás (magyar) |

| 11. forduló 2004. október 31. 11:30 |

| Előre FC Békéscsaba | 0 – 3   | Ferencváros                                                   |
| ------------------- | ------- | ------------------------------------------------------------- |
| Rubint 25'          | (0 – 1) | Grujić 26' (öngól) Huszti 78' Sowunmi 83' Balog 31' Kapič 90' |

| Kórház utcai stadion, Békéscsaba Nézőszám: 10 000 Játékvezető: Szarka Zoltán (magyar) |

| 12. forduló 2004. november 7. 11:30 |

| Debreceni VSC                               | 2 – 0   | Ferencváros |
| ------------------------------------------- | ------- | ----------- |
| Bogdanović 15' 90+2' Kerekes 37' Sándor 59' | (1 – 0) | Huszti 31'  |

| Oláh Gábor utcai stadion, Debrecen Nézőszám: 7 500 Játékvezető: Ábrahám Attila (magyar) |

| 13. forduló 2004. november 10. 18:00 |

| Ferencváros                         | 1 – 1   | Pécsi MFC                               |
| ----------------------------------- | ------- | --------------------------------------- |
| Gyepes 5' 36' Vágner 48' Huszti 87' | (1 – 0) | Baumgartner 85' Szögedi 35' Kulcsár 81' |

| Üllői út, Budapest Nézőszám: 5 000 Játékvezető: Fábián Mihály (magyar) |

| 14. forduló 2004. november 20. 18:00 |

| Zalaegerszegi TE                       | 1 – 5   | Ferencváros                                                                             |
| -------------------------------------- | ------- | --------------------------------------------------------------------------------------- |
| Csóka 77' Kocsárdi 71' Koplárovics 78' | (0 – 1) | Rósa 9' Bajevszki 58' Lipcsei 71' Szűcs 75' (11-esből) Penksa 82' Vukmir 70' Zováth 85' |

| ZTE Aréna, Zalaegerszeg Nézőszám: 12 000 Játékvezető: Kassai Viktor (magyar) |

| 15. forduló 2004. november 28. 18:00 |

| Ferencváros                                                    | 4 – 0   | Budapest Honvéd            |
| -------------------------------------------------------------- | ------- | -------------------------- |
| Zavadszky 15' Gyepes 19' (11-esből) Sowunmi 66' 52' Vágner 76' | (2 – 0) | Budovinszky 44' Vámosi 68' |

| Üllői út, Budapest Nézőszám: 6 598 Játékvezető: Dubraviczky Attila (magyar) |

#### Tavaszi fordulók
| 16. forduló 2005. március 13. 11:30 |

| Ferencváros | 0 – 1   | Győri ETO                                |
| ----------- | ------- | ---------------------------------------- |
| Kapič 84'   | (0 – 0) | Jäkl 86' Lendvai 1' Priskin 33' Zsók 53' |

| Üllői út, Budapest Nézőszám: 5 763 Játékvezető: Szarka Zoltán (magyar) |

| 17. forduló 2005. március 16. 18:00 |

| Diósgyőr                                                    | 2 – 3   | Ferencváros                                                                    |
| ----------------------------------------------------------- | ------- | ------------------------------------------------------------------------------ |
| Siminić 19' Mogyoródi 38' Gáspár 8' Dianu 43' Mogyorósi 54' | (2 – 1) | Sowunmi 2' Rósa 72' Bajevszki 84' Vágner 12' Gyepes 45' Bognár 69' Lipcsei 78' |

| DVTK-stadion, Miskolc Nézőszám: 13 000 Játékvezető: Megyebíró János (magyar) |

| 18. forduló 2005. március 19. 18:00 |

| Ferencváros | 0 – 1   | FC Fehérvár          |
| ----------- | ------- | -------------------- |
| Rósa 90+5'  | (0 – 0) | Kuttor 70' Tudor 78' |

| Üllői út, Budapest Nézőszám: 5 590 Játékvezető: Kassai Viktor (magyar) |

| 19. forduló 2005. április 3. 11:00 |

| MTK Budapest                                      | 3 – 1   | Ferencváros                          |
| ------------------------------------------------- | ------- | ------------------------------------ |
| Bori 79' 80' 90' Pollák 90' Lambulić 21' Füzi 49' | (0 – 0) | Bajevszki 76' Sowunmi 22' Takács 42' |

| Hidegkuti Nándor Stadion, Budapest Nézőszám: 3 000 Játékvezető: Dubraviczky Attila (magyar) |

| 20. forduló 2005. április 9. 18:00 |

| Ferencváros                   | 1 – 1   | Kaposvári Rákóczi                            |
| ----------------------------- | ------- | -------------------------------------------- |
| Rósa 90+3' Sasu 54' Botis 62' | (0 – 1) | Petrók 8' Maróti 39' Farkas 85' Kardos 90+1' |

| Üllői út, Budapest Nézőszám: 4 000 Játékvezető: Sápi Csaba (magyar) |

| 21. forduló 2005. április 13. 16:30 |

| Nyíregyháza Spartacus                                  | 2 – 0   | Ferencváros          |
| ------------------------------------------------------ | ------- | -------------------- |
| Némedi 13' Nikolić 66' Vasas 32' Tímár 63' Kenesei 79' | (1 – 0) | Gyepes 52' Balog 75' |

| Nyíregyháza Városi Stadion, Nyíregyháza Nézőszám: 7 500 Játékvezető: Ábrahám Attila (magyar) |

| 22. forduló 2005. április 17. 11:30 |

| Ferencváros                  | 2 – 0   | Vasas                            |
| ---------------------------- | ------- | -------------------------------- |
| Győri 49' (öngól) Gyepes 68' | (0 – 0) | Ködöböcz 37' Kovrig 60' Vass 81' |

| Üllői út, Budapest Nézőszám: 4 782 Játékvezető: Bede Ferenc (magyar) |

| 23. forduló 2005. április 24. 11:30 |

| FC Sopron                                                                         | 3 – 0   | Ferencváros                     |
| --------------------------------------------------------------------------------- | ------- | ------------------------------- |
| Csordás 40' Somorjai 80' Bárányos 90' Lazić 4' Pintér 42' Bagoly 64' Szekeres 69' | (1 – 0) | Kapič 44' Lipcsei 68' Balog 85' |

| Káposztás utcai Stadion, Sopron Nézőszám: 6 000 Játékvezető: Ábrahám Attila (magyar) |

| 24. forduló 2005. április 27. 18:00 |

| Ferencváros                                           | 1 – 1   | Újpest                                    |
| ----------------------------------------------------- | ------- | ----------------------------------------- |
| Rósa 54' Vukmir 37' Huszti 42' Gyepes 52' Lipcsei 59′ | (0 – 0) | Tóth 69' Vanczák 12' Simek 54' Farkas 59' |

| Üllői út, Budapest Nézőszám: 8 500 Játékvezető: Megyebíró János (magyar) |

| 25. forduló 2005. április 30. 17:30 |

| Lombard Pápa                                         | 1 – 2   | Ferencváros                                 |
| ---------------------------------------------------- | ------- | ------------------------------------------- |
| Medveď 19' (11-esből) 57' Farkas A. 40' Szabó Z. 52' | (1 – 0) | Huszti 68' Nógrádi 70' Balog 50' Bognár 78' |

| Perutz Stadion, Pápa Nézőszám: 4 300 Játékvezető: Szabó Zsolt (magyar) |

| 26. forduló 2005. május 4. 18:00 |

| Ferencváros             | 2 – 0   | Előre FC Békéscsaba |
| ----------------------- | ------- | ------------------- |
| Bartha 4' Bajevszki 90' | (1 – 0) |                     |

| Üllői út, Budapest Nézőszám: 4 000 Játékvezető: Fábián Mihály (magyar) |

| 27. forduló 2005. május 8. 11:30 |

| Ferencváros | 0 – 0   | Debreceni VSC                                  |
| ----------- | ------- | ---------------------------------------------- |
| Huszti 43'  | (0 – 0) | Halmosi 22' Kerekes 44' Hegedűs 79' Sándor 89' |

| Üllői út, Budapest Nézőszám: 8 000 Játékvezető: Kassai Viktor (magyar) |

| 28. forduló 2005. május 15. 11:30 |

| Pécsi MFC                       | 2 – 0   | Ferencváros |
| ------------------------------- | ------- | ----------- |
| Lipcsei 14' (öngól) Horváth 90' | (1 – 0) | Gyepes 59'  |

| PMFC Stadion, Pécs Nézőszám: 7 500 Játékvezető: Arany Tamás (magyar) |

| 29. forduló 2005. május 21. 18:00 |

| Ferencváros                                            | 4 – 2   | Zalaegerszegi TE |
| ------------------------------------------------------ | ------- | ---------------- |
| Bajevszki 4' Rósa 15' Gyepes 31' (11-esből) Bartha 42' | (4 – 2) | Sabo 9' 39'      |

| Üllői út, Budapest Nézőszám: 4 877 Játékvezető: Solymosi Péter (magyar) |

| 30. forduló 2005. május 26. 18:00 |

| Budapest Honvéd              | 0 – 1   | Ferencváros                       |
| ---------------------------- | ------- | --------------------------------- |
| Facskó 33' Vén 59' Szili 74′ | (0 – 0) | Sowunmi 88' Gyepes 15' Tőzsér 63' |

| Bozsik József Stadion, Budapest Nézőszám: 5 000 Játékvezető: Megyebíró János (magyar) |

#### A végeredmény
|    | Csapat                      | Játszott | Gy | D  | V  | L  | K  | GK  | Pont |
| -- | --------------------------- | -------- | -- | -- | -- | -- | -- | --- | ---- |
| 1  | Debreceni VSC-AVE Ásványvíz | 30       | 19 | 5  | 6  | 57 | 25 | +32 | 62   |
| 2  | Ferencvárosi TC             | 30       | 17 | 5  | 8  | 56 | 31 | +25 | 56   |
| 3  | MTK Budapest1               | 30       | 16 | 9  | 5  | 47 | 26 | +21 | 56   |
| 4  | Újpest FC                   | 30       | 15 | 10 | 5  | 60 | 34 | +26 | 55   |
| 5  | Győri ETO FC                | 30       | 16 | 6  | 8  | 44 | 32 | +12 | 54   |
| 6  | Zalaegerszegi TE FC         | 30       | 13 | 5  | 12 | 48 | 45 | +3  | 44   |
| 7  | Matáv FC Sopron             | 30       | 11 | 9  | 10 | 44 | 44 | 0   | 42   |
| 8  | FC Fehérvár²                | 30       | 11 | 10 | 9  | 44 | 36 | +8  | 40   |
| 9  | Diósgyőri VTK               | 30       | 11 | 4  | 15 | 39 | 45 | -6  | 37   |
| 10 | Pécsi Mecsek FC             | 30       | 9  | 9  | 12 | 33 | 35 | -2  | 36   |
| 11 | Budapest Honvéd FC          | 30       | 10 | 5  | 15 | 37 | 58 | -21 | 35   |
| 12 | NABI-Kaposvári Rákóczi FC   | 30       | 8  | 10 | 12 | 34 | 47 | -13 | 34   |
| 13 | Vasas SC                    | 30       | 10 | 3  | 17 | 34 | 48 | -14 | 33   |
| 14 | Lombard Pápa Termál FC      | 30       | 8  | 6  | 16 | 40 | 47 | -7  | 30   |
| 15 | Nyíregyháza Spartacus FC    | 30       | 5  | 11 | 14 | 38 | 63 | -25 | 26   |
| 16 | Előre FC Békéscsaba³        | 30       | 4  | 7  | 19 | 26 | 65 | -39 | 4    |

- 1: 1 pont levonva
- 2: 3 pont levonva
- 3: 15 pont levonva

|  | A Bajnokok Ligája selejtezőjének második körébe jut |
|  | Az UEFA-kupa selejtezőjébe jut                      |
|  | UEFA Intertotó Kupa első fordulójába jut            |
|  | Kiesők                                              |

#### Helyezések fordulónként
| Forduló  | 1  | 2  | 3  | 4  | 5 | 6  | 7  | 8  | 9 | 10 | 11 | 12 | 13 | 14 | 15 | 16 | 17 | 18 | 19 | 20 | 21 | 22 | 23 | 24 | 25 | 26 | 27 | 28 | 29 | 30 |
| -------- | -- | -- | -- | -- | - | -- | -- | -- | - | -- | -- | -- | -- | -- | -- | -- | -- | -- | -- | -- | -- | -- | -- | -- | -- | -- | -- | -- | -- | -- |
| Helyszín | I  | O  | I  | O  | I | O  | I  | O  | I | O  | I  | I  | O  | I  | O  | O  | I  | O  | I  | O  | I  | O  | I  | O  | I  | O  | O  | I  | O  | I  |
| Eredmény | GY | GY | GY | GY | V | GY | GY | GY | D | GY | GY | V  | D  | GY | GY | V  | GY | V  | V  | D  | V  | GY | V  | D  | GY | GY | D  | V  | GY | GY |
| Helyezés | 1  | 1  | 1  | 1  | 1 | 1  | 1  | 1  | 1 | 1  | 1  | 1  | 1  | 1  | 1  | 1  | 1  | 1  | 2  | 2  | 2  | 2  | 2  | 2  | 2  | 2  | 2  | 3  | 2  | 2  |

Helyszín: O = Otthon; I = Idegenben. Eredmény: GY = Győzelem; D = Döntetlen; V = Vereség.

#### Eredmények összesítése
Az alábbi táblázatban összesítve szerepelnek a Ferencvárosi TC 2004/05-ös bajnokságban elért eredményei.
| Ősz/tavasz (forduló)    | Otthon | Otthon | Otthon | Otthon | Otthon | Otthon | Otthon | Idegenben | Idegenben | Idegenben | Idegenben | Idegenben | Idegenben | Idegenben |
| Ősz/tavasz (forduló)    | M      | GY     | D      | V      | LG–KG  | GK     | P      | M         | GY        | D         | V         | LG–KG     | GK        | P         |
| ----------------------- | ------ | ------ | ------ | ------ | ------ | ------ | ------ | --------- | --------- | --------- | --------- | --------- | --------- | --------- |
| Őszi szezon (1–15.)     | 7      | 6      | 1      | 0      | 23–4   | +19    | 19     | 8         | 5         | 1         | 2         | 16–8      | +8        | 16        |
| Tavaszi szezon (16–30.) | 8      | 3      | 3      | 2      | 10–6   | +4     | 12     | 7         | 3         | 0         | 4         | 7–13      | –6        | 9         |
| Összesen (1–30.)        | 15     | 9      | 4      | 2      | 33–10  | +23    | 31     | 15        | 8         | 1         | 6         | 23–21     | +2        | 25        |

### Magyar kupa
4. forduló
| 2004. október 27. |

| FC Dabas | 0 – 4   | Ferencváros                              |
| -------- | ------- | ---------------------------------------- |
|          | (0 – 2) | Tőzsér 33' Sowunmi 44' Zavadszky 61' 86' |

| Dabas Nézőszám: 2 000 Játékvezető: Hanacsek Attila (magyar) |

Nyolcaddöntő
| 2004. december 8. |

| Pécsi MFC                 | 1 – 3   | Ferencváros                                              |
| ------------------------- | ------- | -------------------------------------------------------- |
| Sipos 69' 73' Horváth 49' | (0 – 1) | Rósa 19' 49' (11-esből) Penksa 78' Kapič 42' Leandro 71' |

| PMFC Stadion, Pécs Nézőszám: 3 000 Játékvezető: Megyebíró János (magyar) |

Negyeddöntő
| 2005. április 6. |

| Ferencváros                         | 3 – 1   | Kaposvári Rákóczi     |
| ----------------------------------- | ------- | --------------------- |
| Rósa 26' 90' Sowunmi 64' Vukmir 44' | (1 – 1) | Maróti 42' Petrók 45' |

| Üllői út, Budapest Nézőszám: 1 500 Játékvezető: Fábián Mihály (magyar) |

Elődöntő
| 2005. április 20. |

| BKV Előre                                      | 1 – 3   | Ferencváros                                    |
| ---------------------------------------------- | ------- | ---------------------------------------------- |
| Lendvai 83' Galántai 21' Szirtesi 23' Sidó 38' | (0 – 1) | Sowunmi 8' Huszti 60' 76' Takács 26' Kapič 81' |

| Sport utcai stadion, Budapest Nézőszám: 2 000 Játékvezető: Dubraviczky Attila (magyar) |

Döntő
| 2005. április 24. |

| FC Sopron                                                                                           | 5 – 1             | Ferencváros                                                   |
| --------------------------------------------------------------------------------------------------- | ----------------- | ------------------------------------------------------------- |
| Tóth 13' Bárányos 38' Balaskó 44' (11-esből) 57' Horváth 73' Fehér 30' Pintér 47′, 79′ Bárányos 48' | (3 – 0) Részletek | Lipcsei 49' 44' Rósa 38′ Szűcs 45′ Kapič 56′, 66′ Sowunmi 78' |

| Sóstói Stadion, Székesfehérvár Nézőszám: 4 000 Játékvezető: Trivkovic (horvát) |

### Felkészülési mérkőzések
| 2004. július 3. |

| Hajdúnánás | 1 – 3               | Ferencváros                                           |
| ---------- | ------------------- | ----------------------------------------------------- |
| Szemán 45' | (1 – 2) Jegyzőkönyv | Sasu 20' Sowunmi 35' Huszti 79' Takács 28' Bartha 33' |

| Hajdúnánás Nézőszám: 1 500 Játékvezető: Veres (magyar) |

- Nagy Norbert emlékmérkőzés.

| 2004. július 9. |

| Pasching      | 1 – 0               | Ferencváros |
| ------------- | ------------------- | ----------- |
| Pichlmann 53' | (0 – 0) Jegyzőkönyv |             |

| Seekirchen Nézőszám: 100 Játékvezető: Lechner (osztrák) |

| 2004. július 13. |

| Legia Warszawa                       | 3 – 1               | Ferencváros |
| ------------------------------------ | ------------------- | ----------- |
| Sokołowski 10' Karwan 54' Korzym 66' | (1 – 1) Jegyzőkönyv | Sasu 25'    |

| Bad Reichenhall Játékvezető: Gromek (lengyel) |

| 2004. július 16. |

| Universitatea Craiova | 1 – 0               | Ferencváros |
| --------------------- | ------------------- | ----------- |
| Luțu 89'              | (0 – 0) Jegyzőkönyv |             |

| Bad Reichenhall Játékvezető: Jenda (lengyel) |

| 2004. július 21. |

| Ferencváros         | 2 – 0               | Politechnika Timișoara |
| ------------------- | ------------------- | ---------------------- |
| Gyepes 45' Sasu 74' | (1 – 0) Jegyzőkönyv |                        |

| Üllői út, Budapest Nézőszám: 1 000 Játékvezető: Sulyok Gergely (magyar) |

| 2005. február 7. |

| Ferencváros  | 1 – 0               | Nagyszalonta |
| ------------ | ------------------- | ------------ |
| Csepregi 80' | (0 – 0) Jegyzőkönyv |              |

| Népliget, Budapest Nézőszám: 150 |

| 2005. február 9. |

| Ferencváros | 1 – 3               | Rimaszombat               |
| ----------- | ------------------- | ------------------------- |
| Botis 31'   | (1 – 1) Jegyzőkönyv | Sucharek 5' 69' Urban 54' |

| Népliget, Budapest Nézőszám: 50 |

| 2005. február 14. |

| Ferencváros           | 2 – 5               | Litex Lovecs                                    |
| --------------------- | ------------------- | ----------------------------------------------- |
| Botis 16' Lipcsei 60' | (1 – 3) Jegyzőkönyv | Sichero 9' Hdiouad 28' 86' Zuniga 32' Jelev 63' |

| Ayia Napa |

| 2005. február 17. |

| Ferencváros            | 2 – 3               | Shan Dung                                    |
| ---------------------- | ------------------- | -------------------------------------------- |
| Lipcsei 44' Vágner 79' | (1 – 2) Jegyzőkönyv | Hszüe-Csin 33' Hszia-Lia 42' Csing Ljian 49' |

| Ayia Napa |

| 2005. február 20. |

| Ferencváros          | 1 – 4               | Wisła Kraków                                                   |
| -------------------- | ------------------- | -------------------------------------------------------------- |
| Sowunmi 48' Sasu 63' | (0 – 1) Jegyzőkönyv | Żurawski 9' Cantoro 65' Brożek 75' 81' Mijailović 50' Kłos 56' |

| Paralimni Nézőszám: 100 |

| 2005. február 22. |

| Omónia Lefkoszíasz | 1 – 5               | Ferencváros                                   |
| ------------------ | ------------------- | --------------------------------------------- |
| Alvaro 33'         | (1 – 1) Jegyzőkönyv | Bajevszki 27' 62' 77' Leandro 54' Sowunmi 87' |

| Nicosia Nézőszám: 500 |